# Theridion nigriceps
Theridion nigriceps là một loài nhện trong họ Theridiidae.
Loài này thuộc chi Theridion. Theridion nigriceps được Eugen von Keyserling miêu tả năm 1891.